# 全国高等学校野球選手権奈良大会
全国高等学校野球選手権奈良大会（ぜんこくこうとうがっこうやきゅうせんしゅけんならたいかい）は、毎年夏に奈良県で開催される夏の甲子園の地方大会。なお奈良県勢は第1回・第2回大会は不参加、第3回大会から第59回大会は紀和大会に参加していた（地方大会も中止となった第27回大会および一府県一代表が認められた第40回・第45回・第50回・第55回の各記念大会を除く）。なお第104回本大会以降、雨天時続行不可能の場合のみ継続試合が適用されているが、この大会は適用されない。

## 概要
- かつて奈良県勢は1971年・第53回大会から2012年・第94回大会の42年間、天理（23回）・智辯学園（15回）・郡山（4回）の合計3校だけが県大会を優勝し、その後夏の甲子園出場という状況が続いており、当時の3校は「奈良御三家」とも呼ばれていた（なお鹿児島県勢も、1981年の第63回大会から2005年の第87回大会の25年間、樟南<旧・鹿児島商工>・鹿児島実・鹿児島商の3校のみが、甲子園出場という状況が続いていた）。
- 2013年の第95回大会で桜井が初優勝、春夏通じての甲子園初出場を果たし、1969年の第51回大会・御所工（現・御所実）以来44年ぶりに3校独占を阻止。さらに奈良代表の夏の甲子園への初出場校は、1968年・第50回大会の智辯学園以来45年ぶりの出来事だった。
- 2017年・第99回大会まで奈良市内の高校は一度も優勝したことが無く、それまで都道府県庁所在地にある学校が夏の全国大会に未出場だったのは、47都道府県で奈良県だけであった。2018年・第100回大会で奈良大附が初優勝を果たし、初めて奈良市内の高校が夏の代表校となった。
- 但し郡山は、近年夏の甲子園出場が2000年・第82回大会が最後で（春のセンバツも1998年・第70回大会が最後）、それ以降は20年以上も県大会優勝から遠去かっており、実質奈良県勢は天理と智辯学園の2校のみで独占状態が続いている。

## 使用する球場

### 現在
- 奈良県立橿原公苑野球場（通称：橿原球場、愛称：さとやくスタジアム）

2007年までは複数の球場で開催されており橿原球場がメイン球場であったが、2008年の第90回大会以降、県内の学校再編により出場校が減少したために橿原球場のみで開催されている。
命名権の公募により佐藤薬品工業がこれを取得し、2010年7月1日から3年間（その後も2013年・2016年・2019年の7月に各3年間延長継続）の契約で「佐藤薬品スタジアム」の愛称が付けられていた。
2024年7月1日から、「さとやくスタジアム」に愛称変更が行われた。

### 過去
- 大和郡山市営球場（通称：郡山球場）
- 奈良市鴻ノ池球場（通称：鴻ノ池球場）

ただし天候不良等が続き試合日程が遅延した場合、メインの橿原球場と同時に郡山球場を使用する事もある。

## 大会結果
- 紀和大会の結果については「全国高等学校野球選手権紀和大会」を参照
- 奈良代表校の選手権大会成績については「全国高等学校野球選手権大会 (奈良県勢)」を参照

| 年度（大会）          | 校数 | 優勝校   | 決勝スコア | 準優勝校        | 備考     |
| --------------------- | ---- | -------- | ---------- | --------------- | -------- |
| 1958年（第40回大会）  | 17   | 御所工   | 3 - 2      | 天理            |          |
| 1963年（第45回大会）  | 22   | 高田商   | 3 - 2      | 御所工          |          |
| 1968年（第50回大会）  | 29   | 智辯学園 | 5 - 1      | 郡山            |          |
| 1973年（第55回大会）  | 29   | 天理     | 1x - 0     | 郡山            |          |
| 1978年（第60回大会）  | 36   | 天理     | 6 - 4      | 郡山            | 延長14回 |
| 1979年（第61回大会）  | 36   | 天理     | 11 - 1     | 智辯学園        |          |
| 1980年（第62回大会）  | 39   | 天理     | 2 - 0      | 広陵            |          |
| 1981年（第63回大会）  | 38   | 智辯学園 | 3x - 2     | 畝傍            | 延長12回 |
| 1982年（第64回大会）  | 40   | 智辯学園 | 5 - 0      | 郡山            |          |
| 1983年（第65回大会）  | 43   | 天理     | 5 - 1      | 斑鳩            |          |
| 1984年（第66回大会）  | 47   | 智辯学園 | 6 - 0      | 橿原            |          |
| 1985年（第67回大会）  | 48   | 智辯学園 | 9 - 8      | 天理            |          |
| 1986年（第68回大会）  | 49   | 天理     | 6 - 3      | 広陵            |          |
| 1987年（第69回大会）  | 52   | 天理     | 6 - 3      | 御所工          |          |
| 1988年（第70回大会）  | 52   | 天理     | 7 - 0      | 郡山            |          |
| 1989年（第71回大会）  | 52   | 智辯学園 | 5 - 4      | 斑鳩            |          |
| 1990年（第72回大会）  | 52   | 天理     | 5 - 0      | 香芝            |          |
| 1991年（第73回大会）  | 52   | 天理     | 3 - 1      | 高田商          |          |
| 1992年（第74回大会）  | 51   | 天理     | 5x - 4     | 智辯学園        |          |
| 1993年（第75回大会）  | 52   | 郡山     | 4 - 1      | 智辯学園        |          |
| 1994年（第76回大会）  | 52   | 天理     | 1 - 0      | 桜井商          |          |
| 1995年（第77回大会）  | 52   | 智辯学園 | 4x - 3     | 高田            |          |
| 1996年（第78回大会）  | 52   | 天理     | 1 - 0      | 郡山            |          |
| 1997年（第79回大会）  | 52   | 智辯学園 | 2x - 1     | 天理            | 延長14回 |
| 1998年（第80回大会）  | 52   | 智辯学園 | 6 - 3      | 高田            |          |
| 1999年（第81回大会）  | 52   | 智辯学園 | 6 - 1      | 高田            |          |
| 2000年（第82回大会）  | 52   | 郡山     | 5 - 3      | 智辯学園        |          |
| 2001年（第83回大会）  | 52   | 智辯学園 | 11 - 2     | 片桐            |          |
| 2002年（第84回大会）  | 52   | 智辯学園 | 9 - 3      | 奈良大附        |          |
| 2003年（第85回大会）  | 51   | 天理     | 8 - 3      | 郡山            |          |
| 2004年（第86回大会）  | 52   | 天理     | 5 - 1      | 高田商          |          |
| 2005年（第87回大会）  | 51   | 天理     | 7 - 2      | 広陵            |          |
| 2006年（第88回大会）  | 46   | 天理     | 4x - 3     | 斑鳩 法隆寺国際 |          |
| 2007年（第89回大会）  | 44   | 智辯学園 | 13 - 2     | 奈良大附        |          |
| 2008年（第90回大会）  | 44   | 智辯学園 | 3 - 1      | 奈良大附        |          |
| 2009年（第91回大会）  | 42   | 天理     | 7 - 2      | 郡山            |          |
| 2010年（第92回大会）  | 42   | 天理     | 14 - 1     | 智辯学園        |          |
| 2011年（第93回大会）  | 43   | 智辯学園 | 8 - 3      | 桜井            |          |
| 2012年（第94回大会）  | 43   | 天理     | 13 - 6     | 畝傍            |          |
| 2013年（第95回大会）  | 42   | 桜井     | 4 - 1      | 奈良大附        |          |
| 2014年（第96回大会）  | 42   | 智辯学園 | 8 - 6      | 天理            |          |
| 2015年（第97回大会）  | 42   | 天理     | 8 - 1      | 大和広陵        |          |
| 2016年（第98回大会）  | 41   | 智辯学園 | 6 - 5      | 天理            |          |
| 2017年（第99回大会）  | 40   | 天理     | 2 - 1      | 奈良大附        |          |
| 2018年（第100回大会） | 39   | 奈良大附 | 10x - 9    | 天理            | 延長11回 |
| 2019年（第101回大会） | 38   | 智辯学園 | 12 - 5     | 高田商          |          |
| 2020年（独自大会）    | 37   | 天理     | 6 - 4      | 奈良大附        |          |
| 2021年（第103回大会） | 37   | 智辯学園 | 6 - 4      | 高田商          |          |
| 2022年（第104回大会） | 35   | 天理     | 21 - 0     | 生駒            |          |
| 2023年（第105回大会） | 35   | 智辯学園 | 8 - 1      | 高田商          |          |
| 2024年（第106回大会） | 34   | 智辯学園 | 5 - 4      | 奈良大附        |          |
| 2025年（第107回大会） | 34   | 天理     | 3 - 2      | 智辯学園        |          |

- 校数は連合チームを1校とする。

## 放送体制
- 奈良テレビ放送は奈良県立橿原公苑野球場で行われる試合を生中継している。2010年から放送体制が変更され、開会式ならびに3回戦から決勝戦までの放送となり、2015年まで1回戦と2回戦についてはワンセグ2サービス「ならセグ」のワンセグ独自編成（S1→2013年よりS2）のみ放送された。詳細は「高校野球奈良県大会中継」を参照のこと。
  - 2011年は近鉄ケーブルネットワーク（HFC形式の「KCNファミリーチャンネル」向け。KCNグループのほかのCATV各局<KCN京都、こまどりケーブル、eo光テレビ=FTTH形式は対象外）[2]の中継も行う。
  - なお、2009年までは開会式から決勝戦までの全日程（2008年と2009年は大会期間中の全試合）を地上波放送で中継していた。
  - また、かつて橿原公苑野球場以外で行われた他球場の試合は、当日夜22:00から奈良テレビで放映するダイジェスト番組『ドラマティックナイン』内で流していた。（『ドラマティックナイン』が始まる以前の1980年代の一時期は試合当日の夜に録画ハイライトで放送されていたこともあった。）
  - 2017年は番組ホームページと「バーチャル高校野球」内で3回戦から配信を行う[3]。2018年は「バーチャル高校野球」内で開会式[4]と1回戦から配信。
- NHK奈良放送局は、県内向けの総合テレビで、決勝戦が生放送されている[5]。2018年まではFMラジオで準々決勝[6]が放送されていた。